# Орельская, Ольга Владимировна
Ольга Владимировна Орельская (род. 1951) — российский архитектор, член-корреспондент Российской академии архитектуры и строительных наук, доктор архитектуры, профессор кафедры проектирования Нижегородского государственного архитектурно-строительного университета, член Союза архитекторов России.
Автор 230 основных научных трудов и учебно-методических работ, из них 17 монографий. Специалист по современной российской и зарубежной архитектуре, автор учебника «Современная зарубежная архитектура», рекомендованного Министерством образования и науки для архитектурно-строительных вузов и отмеченного дипломом РААСН.

## Биография
Родилась в 1951 году в городе Горьком в семье советского архитектора Владимира Александровича Орельского (1902—1981). В 1973 году окончила ГИСИ им. В. П. Чкалова (сегодня — ННГАСУ) по специальности «Архитектура» и в том же году стала работать на кафедре архитектурного проектирования университета. В 1982 году окончила аспирантуру Московского архитектурного института по специальности «Теория и история архитектуры». В том же году получила степень кандидата архитектуры, учёное звание доцента — в 1989 году, звание профессора — в 2006 году, доктора архитектуры — в 2009 году.
В первой половине 1990-х годов совместно с архитекторами Александром Худиным и Олегом Гавриловым занималась архитектурным проектированием в Нижнем Новгороде. По их проектам было построено несколько зданий в историческом центре города.
С начала 2000-х годов ведёт активную научную и научно-просветительскую деятельность. В 2001 году под её авторством начала выпускаться серия книг «Мастера нижегородской архитектуры». Книги серии становились лауреатами различных наград и премий: диплом на фестивале «Зодчество» (2002), диплом РААСН в конкурсе на лучшие научные работы в области архитектуры (2002), золотой диплом на международном смотре-конкурсе «Зодчество-2005».

## Проекты и постройки
- Дом с видом на Кремль (1991—1996, совместно с О. Гавриловым и А. Худиным)
- Вилла Ротонда (1991—1996, совместно с О. Гавриловым и А. Худиным)